# Xã Saybrook, Quận Ashtabula, Ohio
Xã Saybrook (tiếng Anh: Saybrook Township) là một xã thuộc quận Ashtabula, tiểu bang Ohio, Hoa Kỳ. Năm 2010, dân số của xã này là 9.853 người.